# Guang
Pour les articles homonymes, voir Guang (homonymie) et Gong.

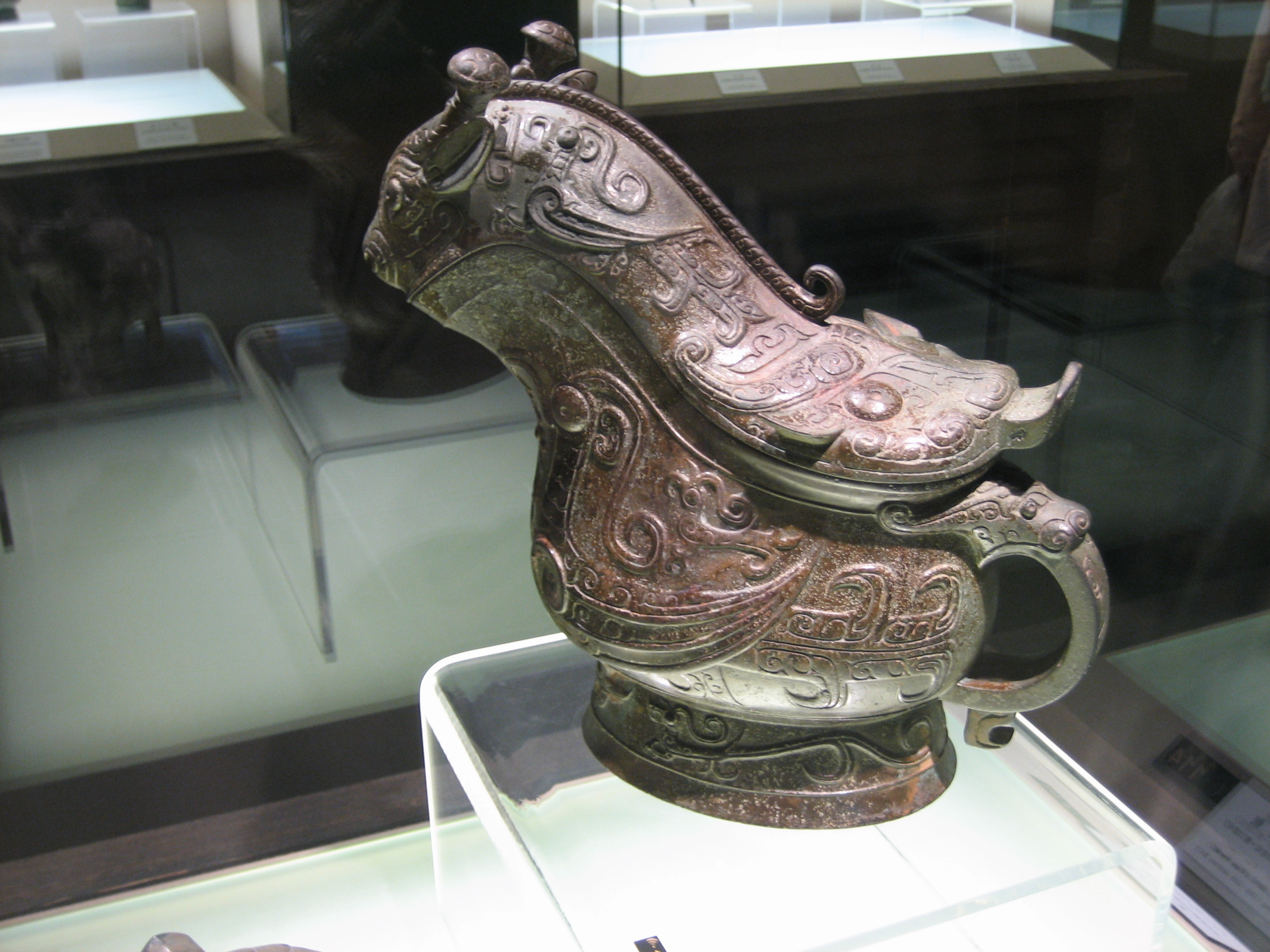
Gōng Fu Yi de la Dynastie Shang, Musée de Shanghai.

Un Guang ou gong (chinois : 觥 ; pinyin : gōng ; Wade : kung1), est un type ancien de pichet à vin chinois, en bronze. Ils étaient utilisés sous les dynasties Shang et Zhou (de -1700 à -900). Un gōng possède une anse verticale d'un côté et un bec verseur de l'autre, tous deux d'apparence zoomorphique et très décorés, généralement avec des taotie. L'anse et le bec verseur sont souvent en forme de cou et de tête d'un animal. Un gōng peut être supporté par une base ovale ou 4 pieds formant les pattes d'un animal.

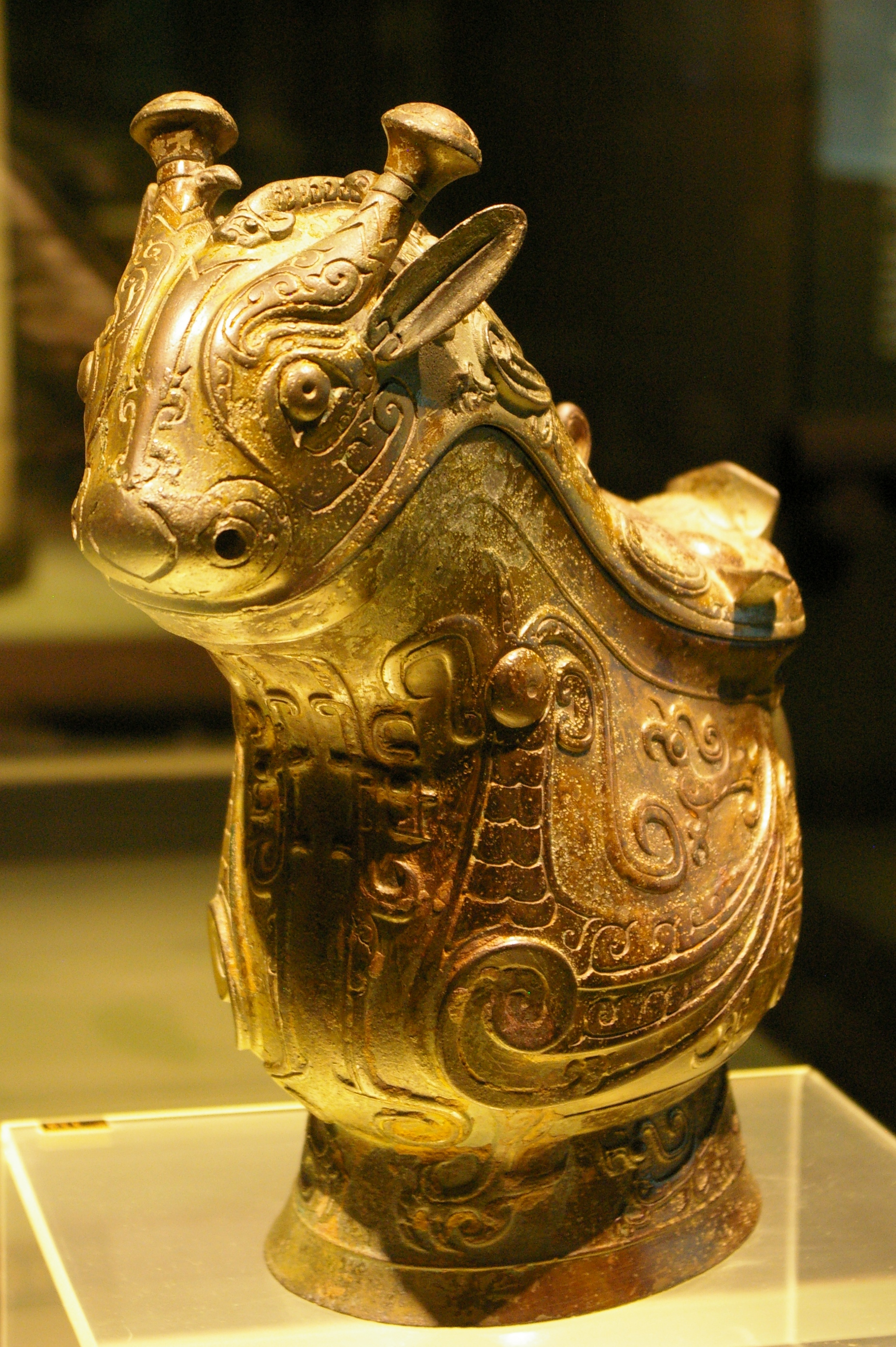
Gōng Fu Yi très décoré, avec cornes et oreilles, mais sans pattes. Le vin sort par les narines.
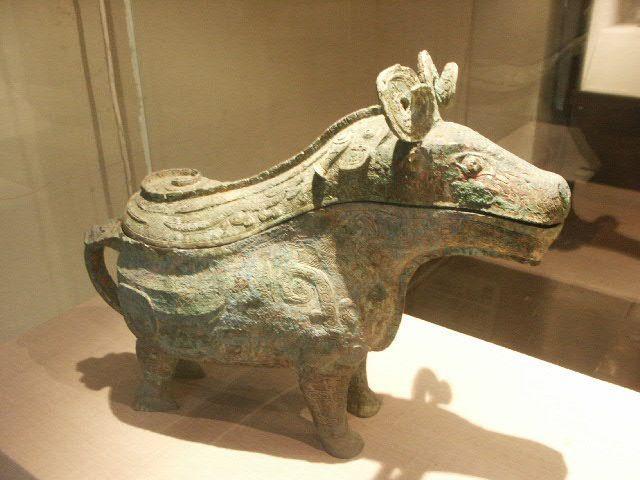
Un guang (ou gōng) avec quatre pattes, ressemblant à un petit animal entier.

Le Gōng Fu Yi est un exemple de Gong très décoré et bien conservé, exposé au Musée de Shanghai. La tête présente des oreilles de lapin et des cornes de girafe, et l'échine ressemble à un petit dragon en haut relief. L'arrière du couvercle présente un motif de tête de buffle, tout comme l'anse. Le corps présente des motifs de phœnix, et la base ovale des motifs de serres de phœnix. Porte la mention : "Fabriqué par Fu Yi". 
Dimensions :
- hauteur : 29,5 cm
- longueur : 31,5 cm
- poids : 4,84 kg